# العلاقات البلجيكية الكورية الجنوبية
العلاقات البلجيكية الكورية الجنوبية هي العلاقات الثنائية التي تجمع بين بلجيكا وكوريا الجنوبية.

## مقارنة بين البلدين
هذه مقارنة عامة ومرجعية للدولتين:
| وجه المقارنة                                              | بلجيكا                                                                              | كوريا الجنوبية                                                          |
| --------------------------------------------------------- | ----------------------------------------------------------------------------------- | ----------------------------------------------------------------------- |
| المساحة (كم2)                                             | 30.53 ألف                                                                           | 100.30 ألف                                                              |
| عدد السكان (نسمة)                                         | 11.37 مليون                                                                         | 51.47 مليون                                                             |
| الكثافة السكانية (ن./كم²)                                 | 372.42                                                                              | 513.16                                                                  |
| العاصمة                                                   | بروكسل                                                                              | سول                                                                     |
| اللغة الرسمية                                             | اللغة الهولندية، لغة فرنسية، اللغة الألمانية                                        | اللغة الكورية                                                           |
| العملة                                                    | يورو، فرنك بلجيكي                                                                   | وون كوري جنوبي                                                          |
| الناتج المحلي الإجمالي (بليون دولار)                      | 492.68 مليار                                                                        | 1.53 تريليون                                                            |
| الناتج المحلي الإجمالي (تعادل القوة الشرائية) بليون دولار | 514.74 مليار                                                                        | 1.75 تريليون                                                            |
| الناتج المحلي الإجمالي الاسمي للفرد دولار أمريكي          | 40.32 ألف                                                                           | 27.22 ألف                                                               |
| الناتج المحلي الإجمالي للفرد دولار أمريكي                 | 43.44 ألف                                                                           |                                                                         |
| مؤشر التنمية البشرية                                      | 0.890                                                                               | 0.901                                                                   |
| رمز المكالمات الدولي                                      | +32                                                                                 | +82                                                                     |
| رمز الإنترنت                                              | .be                                                                                 | .kr                                                                     |
| المنطقة الزمنية                                           | توقيت وسط أوروبا، ت ع م+01:00، ت ع م+02:00، توقيت وسط أوروبا الصيفي، أوروبا/بروكسل ‏ | توقيت كوريا الجنوبية، ت ع م+09:00، آسيا/سيول ‏، ت ع م+08:00، ت ع م+08:30 |

## منظمات دولية مشتركة
يشترك البلدان في عضوية مجموعة من المنظمات الدولية، منها:
| علم المنظمة | اسم المنظمة                               | تاريخ انضمام بلجيكا | تاريخ انضمام كوريا الجنوبية |
| ----------- | ----------------------------------------- | ------------------- | --------------------------- |
|             | مؤسسة التمويل الدولية                     | 27 ديسمبر 1956      | 16 مارس 1964                |
|             | مجموعة أستراليا                           | 1985                | 1996                        |
|             | يونسكو                                    | 29 نوفمبر 1946      | 14 يونيو 1950               |
|             | مجموعة الموردين النوويين                  | ?                   | ?                           |
|             | الوكالة الدولية للطاقة                    | ?                   | ?                           |
|             | مؤسسة التنمية الدولية                     | 2 يوليو 1964        | 18 مايو 1961                |
|             | منظمة التعاون الاقتصادي والتنمية          | ?                   | 12 ديسمبر 1996              |
|             | المركز الدولي لتسوية المنازعات الاستشارية | 26 سبتمبر 1970      | 23 مارس 1967                |
|             | وكالة ضمان الاستثمار متعدد الأطراف        | 18 سبتمبر 1992      | 12 أبريل 1988               |
|             | منظمة حظر الأسلحة الكيميائية              | ?                   | ?                           |
|             | البنك الإفريقي للتنمية                    | ?                   | ?                           |
|             | الأمم المتحدة                             | 27 ديسمبر 1945      | 17 سبتمبر 1991              |
|             | منظمة الشرطة الجنائية الدولية             | ?                   | ?                           |
|             | البنك الدولي للإنشاء والتعمير             | 27 ديسمبر 1945      | 26 أغسطس 1955               |
|             | الفريق المعني برصد الأرض                  | ?                   | ?                           |
|             | الاتحاد البريدي العالمي                   | ?                   | ?                           |
|             | منظمة التجارة العالمية                    | ?                   | ?                           |
|             | المنظمة الهيدروغرافية الدولية             | ?                   | ?                           |
|             | بنك التنمية الآسيوي                       | 1966                | 1966                        |
|             | نظام تحكم تكنولوجيا القذائف               | 1990                | 2001                        |

## وصلات خارجية
- موقع وزارة الخارجية البلجيكية
- موقع وزارة الخارجية الكورية الجنوبية